# 卡朗圖厄爾山

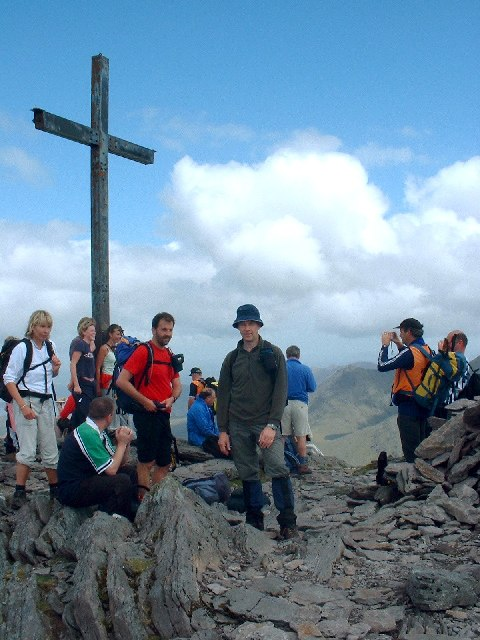
遊客們與卡朗圖爾山頂的巨大十字架合影。

卡朗圖厄爾山（Carrauntoolhill亦作Carrauntoolhil ，愛爾蘭文：Corrán Tuathail），座落於愛爾蘭西南部的凱里郡，該郡為愛爾蘭最西的一郡。
卡朗圖厄爾山為愛爾蘭第一高山，海拔1,038米，為麥吉利卡迪山脈主峰，在此山附近尚有兩座海拔超過1,000米的高山，分別為Beenkeragh（1,010 m）和Caher（1,001 m）。卡朗圖厄爾山還有一個很特別的地方，就是在其山頂樹立著一座高達5公尺的巨大十字架。其山體受到科克克裏冰川的侵蝕。

## 登山路線
登山客們最常從卡朗圖厄爾山的東北方入山，沿著女巫峽谷（Hag's Glen）走上陡峭的「魔鬼階梯」，經過這段山路之後就會抵達卡朗圖厄爾山與凱里郡另一山峰Cnoc na Péiste（988 m）的山脊；接著再轉向西北方繼續前進，即能登頂。但近來因坍方落石，使得登山路線變得相當危險。不過比起其他險峻的山脈，要登上卡朗圖厄爾山並不需要任何輔助裝備，只是在過程中需要多加留意安全。除了這條常見的路線，登山客也可以選擇另一條「馬蹄形」的路線，必須從西邊入山，繞過另外兩座海拔超過1,000公尺的山峰，而在這條登山路線裡會經歷一些難度不高的攀岩。

## 外部連結
- 维基共享资源上的相關多媒體資源：卡朗圖厄爾山

- Computer generated summit panoramas North（页面存档备份，存于） South（页面存档备份，存于） index（页面存档备份，存于）